# Ратланд
Ратланд (енгл. Rutland) је грофовија у енглеском региону Источни Мидлендс. Граничи се са грофовијама: Лестершир, Линколншир и Нортхемптоншир. Седиште грофовије је у Оукаму. 
Ратланд је по површини најмања грофовија у Енглеској. Највеће растојање у правцу север-југ је 29 километара, а у правцу исток-запад 27 километара. У грофовији се налази велики резервоар воде површине 13 km². Воде језера се користе за водоснабдевање.

## Администрација
Цела грофовија представља једну административну јединицу. После лондонског Ситија то је најмања оваква јединица у Уједињеном Краљевству. Од 1974. до 1997. Ратланд је био део Лестершира. 